# 雷梅奇維爾

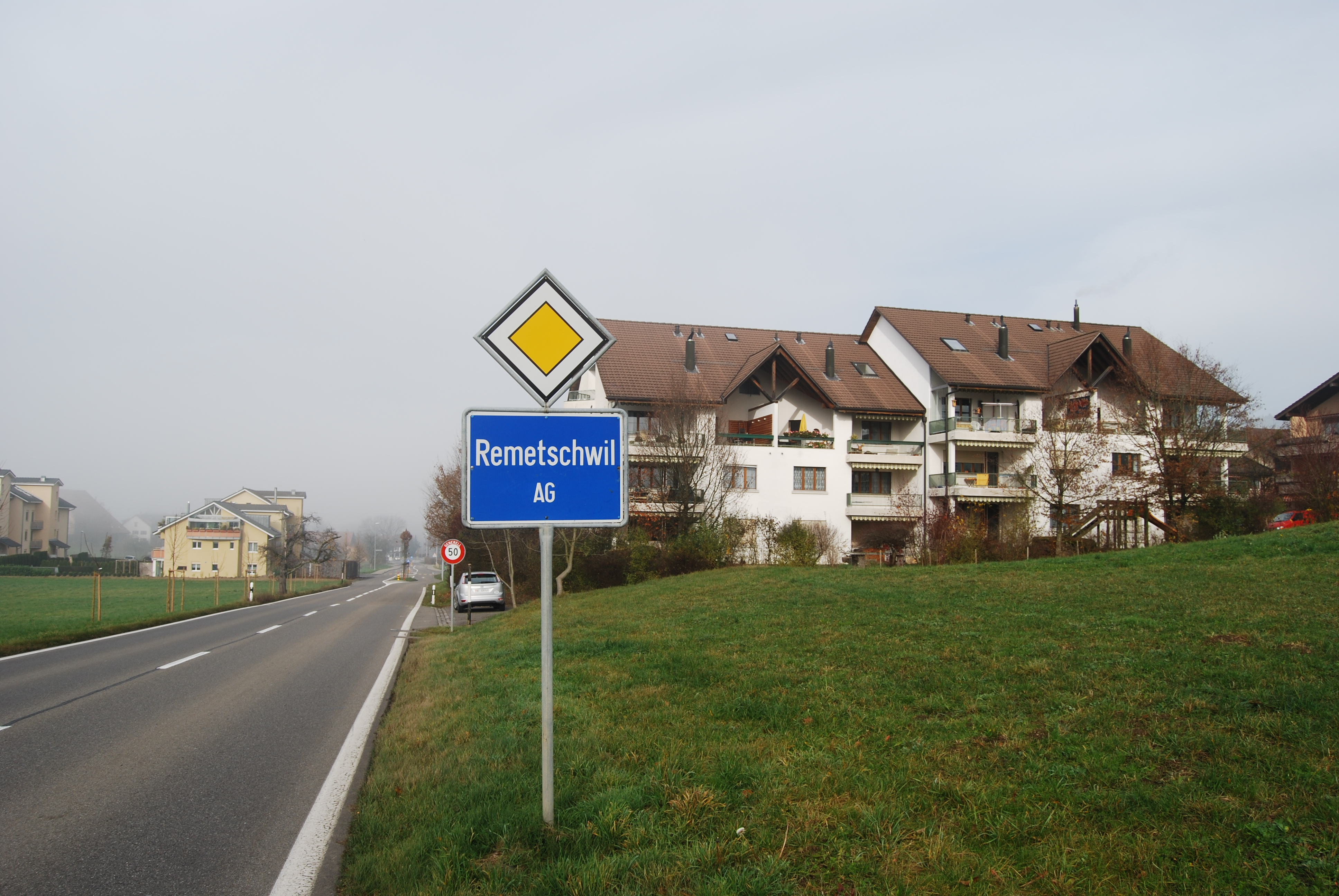

雷梅奇維爾是瑞士的城鎮，位於該國北部，由阿爾高州負責管轄，面積3.89平方公里，海拔高度524米，2012年人口2,043，一半人口信奉羅馬天主教，人口密度每平方公里525人。